# Friedrich Hartmann (Politiker, 1899)
Friedrich Hartmann (* 26. August 1899 in Daun; † 12. Februar 1985 ebenda) war ein deutscher Politiker (CDU).

## Leben und Beruf
Nach dem Besuch der Volksschule und der höheren Schule in Daun folgte eine Tätigkeit bei der Kreissparkasse Daun. Im Jahr 1922 wurde Hartmann verbeamtet, im Jahr 1933 beurlaubt und 1934 in den Ruhestand versetzt. Ab 1939 war er als Buchprüfer und ab 1942 als Helfer in Steuersachen tätig. Nach dem Krieg wurde er 1949 stellvertretender Kurator beim Sondervermögen in Koblenz und war als Steuerberater tätig, davon ab 1955 bis 1974 als Steuerbevollmächtigter.

## Partei
Hartmann war seit 1919 Mitglied des Zentrums. Nach dem Krieg wurde er 1946 Mitglied der CDP (später CDU).

## Abgeordneter
Hartmann gehörte schon der Beratenden Landesversammlung von 1946 bis 1947 an. Er arbeitete hier im Finanzausschuss mit. Dem rheinland-pfälzischen Landtag gehörte er in zwei Wahlperioden (1.–2. WP) vom 4. Juni 1947 bis 17. Mai 1955 an. In der 1. Wahlperiode war er Vorsitzender der Reform- und Sparkommission und Mitglied im Agrarpolitisches Ausschuss, dem Grenzlandausschuss, dem Hauptausschuss und im Haushalts- und Finanzausschuss. In der 2. Wahlperiode war er Mitglied im Hauptausschuss und im Haushalts- und Finanzausschuss.
Er war 1954 Mitglied der 2. Bundesversammlung.

## Kommunale Tätigkeiten
Hartmann war von 1929 bis 1934 Mitglied im Gemeinderat Daun und nach dem Krieg von 1946 bis 1947 Amtsbürgermeister in Daun. Im Jahr 1948 wurde er auch Mitglied des Kreistags und des Kreisausschusses Daun.